# Plagioselmis
Plagioselmis ist eine Gattung einzelliger Algen aus der Gruppe der Cryptophyceen, zu der auch die Art Plagioselmis punctata gehört. Sie gehört zur Geminigera/Plagioselmis/Teleaulax-Komplex genannten Klade innerhalb der Familie Geminigeraceae.
Die Gattung Plagioselmis wurde mit der Art (Spezies) Plagioselmis punctata erstmals 1967 von Butcher als eine planktonische Lebensform im Salzwasser beschrieben. 
Im Jahr 1994 stellte Novarino die Süßwasserart Rhodomonas minuta in die Gattung und gab ihr den neuen binären Namen Plagioselmis nanoplantica. Klaveness, von dem die Erstbeschreibung der Gattung Rhodomonas stammt, war mit dieser Neueinstufung einverstanden. P. nanoplantica ist die einzige Süßwasserart in dieser Gattung.

## Beschreibung
Die Zellen von Plagioselmis sind kommaförmig und erscheinen rot oder rötlich gefärbt.
Sie zeigen sechseckige Platten (Periplastenkomponente, englisch inner periplast component, IPC), der antapikale Schwanz ist ohne Platten, es gibt nur eine Furche (englisch furrow), das heißt keinen Schlund (englisch gullet).
Anmerkung: Eine ausführliche Beschreibung der Cryptophyceen-Morphologie findet sich bei Kerstin Hoef-Emden (2009) und Clay et al. (1999).

## Arten
Quellen der Liste der zugehörigen Spezies (Arten) sind das National Center for Biotechnology Information (NCBI), das World Register of Marine Species (WoRMS) und AlgaeBase (Stand 17. Dezember 2021):
Gattung Plagioselmis Butcher ex G.Novarino, I.A.N.Lucas & S.Morrall, 1994
- Spezies Plagioselmis nannoplanctica (H.Skuja 1948) G.Novarino, I.A.N.Lucas & S.Morrall, 1994 – Typus[13][6] – früher Rhodomonas minuta var. nannoplanctica H. Skuja, 1948
- Spezies Plagioselmis nordica (Novarino, I.A.N.Lucas & Morrall) Novarino, 2005 – ehem. Plagioselmis prolonga var. nordica G.Novarino, I.A.N.Lucas & S.Morrall, 1994, nur WoRMS und (unsicher) AlgaeBase[14]
- Spezies Plagioselmis prolonga Butcher ex G.Novarino, I.A.N.Lucas & S.Morrall, 1994 – nach WoRMS mit Synonym Plagioselmis punctata, nach AlgaeBase selbst Synonym von Teleaulax amphioxeia
- Spezies Plagioselmis punctata Butcher, 1967[15][16][5] – nach WoRMS Synonym von P. prolonga und nach AlgaeBase damit von Teleaulax amphioxeia
- Spezies Plagioselmis pygmaea (Javornický 1976) Javornický 2001 – nur (unsicher) AlgaeBase[13]
- Spezies Plagioselmis sp. PR-2015 – nur NCBI (Accession KP142648)
- Spezies Plagioselmis sp. TUC-1 – nur NCBI (Accession AB164409, AB164406)

Anmerkungen:
1. Holotyp der Gattung ist nach AlgaeBase P. prolonga, der aber dort als Synonym für Teleaulax amphioxeia angesehen wird.
2. Nach Laza-Martínez (2012) ist die Gattung mit P. nannoplanctica und P. prolonga nicht monophyletisch,[3] was aber durch die Reklassifizierung von P. prolonga als Teleaulax amphioxeia (nach AlgaeBase) behoben werden kann.[11]
3. Die einzige sichere und allgemein akzeptierte Art der Gattung ist damit ausgerechnet die Süßwasserspezies P. nannoplanctica.